# Josef Hofstetter
Josef Hofstetter (* 24. Juli 1908 in Bolken; † 5. März 1986 in Solothurn, reformiert, heimatberechtigt in Bolken) war ein Schweizer Politiker (FDP).

## Leben
Josef Hofstetter, Sohn des Josef Hofstetter senior, nahm ein Studium der Rechte auf, das er mit dem Erwerb des akademischen Grades eines Dr. iur. abschloss. In der Folge war er als Anwalt tätig. Dazu leitete Hofstetter die Rechtsabteilung der Suva in Luzern, daran anschliessend ab 1948 bis zur Pensionierung das Personalwesen bei der Von Roll Holding AG in Gerlafingen. In der Schweizer Armee, in dem er zuletzt den Dienstrang eines Obersten bekleidete, war er Kommandant des Solothurner Infanterieregiments 49.
Josef Hofstetter war mit Dora-Nelli geborene Marti verheiratet. Er verstarb am 5. März 1986 in seinem 78. Lebensjahr in Solothurn.

## Politischer Werdegang
Die politische Karriere Josef Hofstetters, des Mitglieds der Freisinnig-Demokratischen Partei, begann 1949 mit seiner Wahl in den Solothurner Kantonsrat, dem er bis 1957 angehörte. Danach nahm er für den Kanton von 1959 bis 1971 Einsitz in den Nationalrat.
Basierend auf seine beruflichen Aufgaben galt sein Engagement besonders volkswirtschaftlichen und sozialpolitischen Themen, so den AHV-Revisionen sowie der Reorganisation des Arbeitsvertragsrechts.